# Tarkada
La Tarkada est une danse de carnaval de la région de Tacna au Pérou.
Elle compte parmi les danses péruviennes.

## Description
Son nom vient de la flûte tarka, principal instrument entendu pendant la danse.
Cette danse est exécutée pendant le festival de carnaval dans la région de Tacna au Pérou, bien qu'à l'origine la danse vienne de la ville de Candavare. 
Le style vestimentaire de la danse est le suivant : les hommes portent un pantalon, une chemise, des tongs et un mouchoir, tandis que les femmes portent une jupe en soie, un jupon, un chemisier et également des tongs et un mouchoir.  Elle est traditionnellement dansée  en couple.